# Veronika Hryshko
Veronika Hryshko (en ucraniano: Вероніка Гришко; 31 de agosto de 2000) es una deportista ucraniana que compite en natación sincronizada.
Ganó siete medallas en el Campeonato Mundial de Natación entre los años 2019 y 2024, y siete medallas en el Campeonato Europeo de Natación entre los años 2018 y 2022. En los Juegos Europeos consiguió tres medallas, en los años 2015 y 2023.

## Palmarés internacional
| Campeonato Mundial | Campeonato Mundial      | Campeonato Mundial | Campeonato Mundial |
| Año                | Lugar                   | Medalla            | Prueba             |
| ------------------ | ----------------------- | ------------------ | ------------------ |
| 2019               | Gwangju (Corea del Sur) | Medalla de oro     | Rutina especial    |
| 2019               | Gwangju (Corea del Sur) | Medalla de bronce  | Combinación libre  |
| 2022               | Budapest (Hungría)      | Medalla de oro     | Combinación libre  |
| 2022               | Budapest (Hungría)      | Medalla de oro     | Rutina especial    |
| 2022               | Budapest (Hungría)      | Medalla de plata   | Equipo libre       |
| 2023               | Fukuoka (Japón)         | Medalla de bronce  | Equipo libre       |
| 2024               | Doha (Catar)            | Medalla de plata   | Rutina acrobática  |
| Juegos Europeos    |                         |                    |                    |
| Año                | Lugar                   | Medalla            | Prueba             |
| 2015               | Bakú (Azerbaiyán)       | Medalla de bronce  | Equipo             |
| 2015               | Bakú (Azerbaiyán)       | Medalla de bronce  | Combinación libre  |
| 2023               | Oświęcim (Polonia)      | Medalla de plata   | Rutina acrobática  |
| Campeonato Europeo |                         |                    |                    |
| Año                | Lugar                   | Medalla            | Prueba             |
| 2018               | Glasgow (Reino Unido)   | Medalla de plata   | Equipo libre       |
| 2021               | Budapest (Hungría)      | Medalla de oro     | Combinación libre  |
| 2021               | Budapest (Hungría)      | Medalla de oro     | Rutina especial    |
| 2022               | Roma (Italia)           | Medalla de oro     | Equipo técnico     |
| 2022               | Roma (Italia)           | Medalla de oro     | Equipo libre       |
| 2022               | Roma (Italia)           | Medalla de oro     | Combinación libre  |
| 2022               | Roma (Italia)           | Medalla de oro     | Rutina especial    |